# District de Plzeň-Ville
Le district de Plzeň-Ville (en tchèque : okres Plzeň-město) est un des sept districts de la région de Plzeň, en Tchéquie. Son chef-lieu est la ville de Plzeň ou Pilsen.

## Liste des communes
Le district compte quinze communes, dont deux ont le statut de ville (město, en gras) :

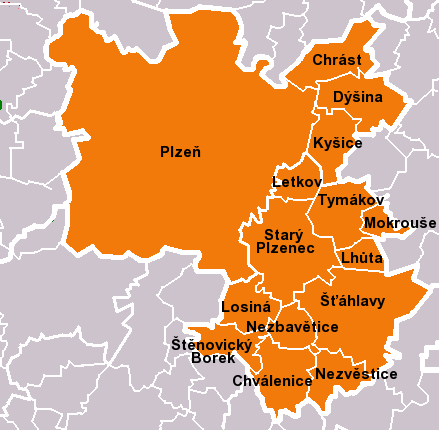
Carte du district.

Dýšina -
Chrást -
Chválenice -
Kyšice -
Letkov -
Lhůta -
Losiná -
Mokrouše -
Nezbavětice -
Nezvěstice -
Plzeň (Pilsen) -
Starý Plzenec -
Šťáhlavy -
Štěnovický Borek -
Tymákov -